# Desencalhe de Canoa, 1826
A obra Desencalhe de canoa, 1826, de Zilda Pereira, foi concebida em 1943. Na cena, as personagens esforçam-se para desencalhar duas canoas. Haja vista o desenho de Hercule Florence que foi usado como matriz para a composição, sabe-se que as embarcações eram chamadas Chimbó e Perova.

## Descrição
A obra de Zilda Pereira, feita em óleo sobre tela em 1943, foi encomendada por Afonso Taunay, então diretor do Museu Paulista, e pertence ao Fundo Museu Paulista sob o número de inventário 1-19295-0000-0000. O quadro, que teve como base o desenho Chimbó e Perova encalhados, de Hercule Florence, possui as seguintes medidas: 56 centímetros de altura e 80 centímetros de largura. Ademais, nas várias referências à obra, aparece também o título Desencalhe de canoão.

## Análise
Na cena, as personagens esforçam-se para desencalhar duas canoas, cujos nomes Afonso Taunay especificou em legenda. Pode-se destacar a diferença entre o título do desenho de Florence usado como matriz e o da reprodução de Zilda Pereira. A substituição do termo “encalhados” por “desencalhe” pode integrar o projeto de exaltação da liderança paulista na história brasileira, cujo papel de Taunay foi central.
Além disso, como indica Sonia Leni Chamon Pardim, em Desencalhe da canoa, 1826, Pereira compôs as figuras humanas com certa robustez, intensidade de cores e detalhamento, o que sugere força e peso dos elementos. Segundo Pardim, esse modelo de composição não é comum nas obras da artista e, portanto, torna-se singular.

## Contexto
Compondo a sala B-7 “Monções”, a obra foi encomendada por Afonso Taunay a Zilda Pereira no contexto da comemoração do cinquentenário do Museu Paulista e data de 1943.